# Montagne Bourbonnaise

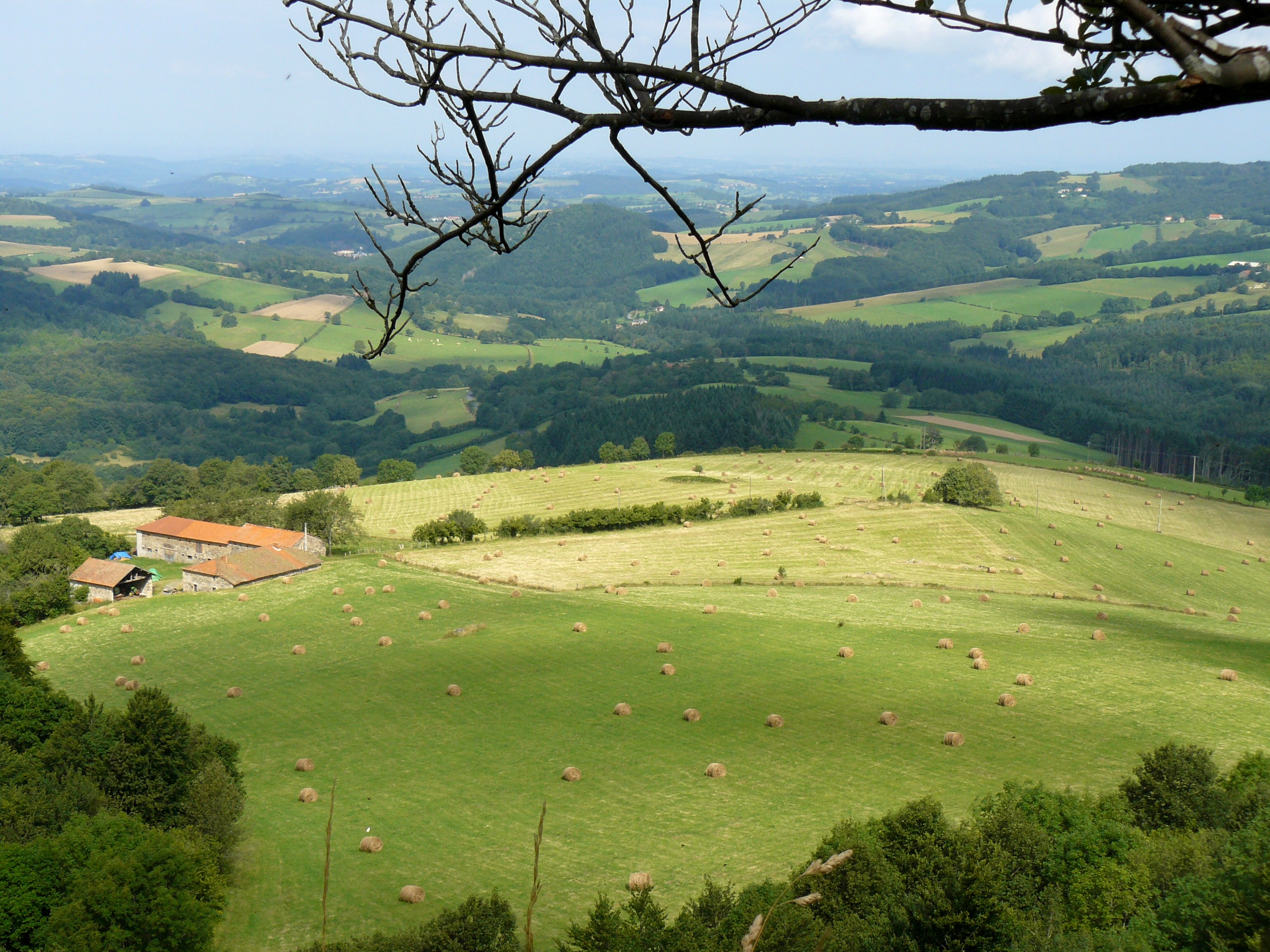
Blick über die Montagne Bourbonnaise vom Rocher St. Vincent

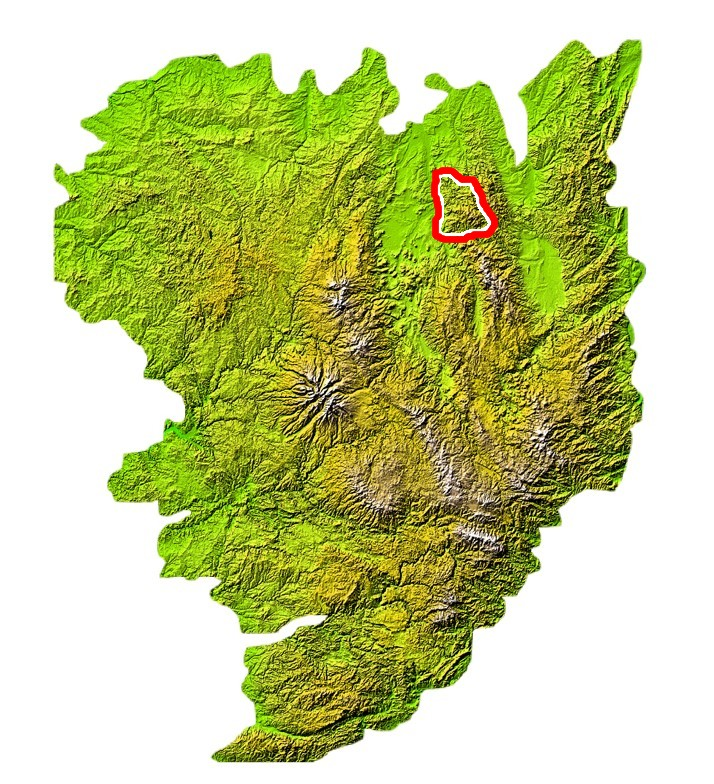
Lage der Montagne Bourbonnaise im Zentralmassiv

Die Montagne Bourbonnaise ist ein Naturraum in Frankreich im südöstlichen Teil des Départements Allier. Ihr Name dokumentiert die Zugehörigkeit zur historischen Provinz Bourbonnais.

## Lage
Die Montagne Bourbonnaise ist Teil des französischen Zentralmassivs. Das Mittelgebirge grenzt östlich an die Côte Roannaise, südlich an die Monts du Forez, westlich wird es begrenzt durch die Limagne Bourbonnaise und im Norden durch die Sologne Bourbonnaise.

## Topographie
Die Montagne Bourbonnaise bildet eine Bergregion mit dem Puy de Montoncel (1287 m) als höchsten Gipfel. Einige Geographen sehen das Gebiet als Teil der Monts de Madeleine. 
Allerdings werden beide geografische Regionen klar durch das Tal der Besbre getrennt.

### Nennenswerte Gipfel
- Puy de Montoncel (1287 m)
- Puy Snidre (1232 m)
- Montlune (1198 m)
- Bois de la Pierre du Mort (1120 m)
- Roc des Gabelous (980 m)
- Les Rocs Paillés (931 m)
- Le Grand Roc (872 m)

## Kommunen
Die Gemeinden in der Region haben sich zu einem Verbund zusammengeschlossen, Communauté de communes de la Montagne Bourbonnaise genannt. Dieser wurde mit Wirkung vom 1. Januar 2017 zur Vichy Communauté fusioniert.
Die Zahl der Gesamtbevölkerung betrug im Jahr 1999 6.000 Einwohnern. Das entspricht einer Dichte von 16 Einwohner/km².
- Arfeuilles
- Arronnes
- Châtel-Montagne
- Ferrières-sur-Sichon
- La Guillermie
- Le Mayet-de-Montagne
- Molles
- Nizerolles
- Saint-Nicolas-des-Biefs
- Saint-Clément
- La Chabanne
- Laprugne
- Lavoine